# یک تابستان مرگبار
یک تابستان مرگبار (فرانسوی: L'Été meurtrier‎) فیلمی فرانسوی در سبک شهوانی و درام به کارگردانی ژان بکر است که در سال ۱۹۸۳ به نمایش درآمد.

## چکیده داستان
۱۹۷۶. الیان معروف به «ال»، زن جوان جذاب بیست ساله، با حساسیتی آشفته و تحریک آمیز، به همراه پدر خوانده اش گابریل، افلیجی که از مراقبت از او و مادرش، به دلیل ملیت آلمانی مادر خودداری می‌کند، به یک روستای محلی نقل مکان می‌کنند. در روستا، فلوریموند (با نام واقعی فیوریموندو)، ملقب به «پین پون»، که به عنوان آتش‌نشان داوطلب در گاراژ «هانری چهارم» کار می‌کند، و با مادرش، خاله ناشنوا و دو برادرش میکی و بوبو در خانه بزرگ خانوادگی زندگی می‌کند، به زن جوان جذاب علاقه‌مند است. «الیان» هم به «پین پون» علاقه نشان می‌دهد و به سه شماره یک داستان عاشقانه شکل می‌گیرد.
معلوم می‌شود که الین حاصل تجاوز سه غریبه به مادرش است. از جمله این متجاوزان پدر «پین پون» بوده که چندی پیش فوت کرده و دو مرد به نامهای لوبالش و تورت که اکنون زندگی احترام آمیزی دارند.
الیان هوشمندانه طرحی برای انتقام از این دو مرد برنامه‌ریزی می کمد و با وانمود کردن به بارداری، به ازدواج فلوریموند درمی آید. اما وقتی پدر خوانده اش که معلولیتش را الیان سبب شده، فاش می‌کند که چندین سال پیش از آن متجاوزان واقعی به مادرش را کشته، الیان متوجه می‌شود که دربارهٔ کسانی که متجاوز می‌پنداشته، اشتباه کرده است. الیان که از قبل از نظر روانی رنج می‌برده و عصبی است، گرفتار جنون و دیوانگی می‌شود.
به دنبال دیوانگی الیان، فلوریموند که از وضعیت روانی همسرش ناامید شده، معتقد است که او قربانی دو منحرف به نام‌های لبالچ و تورت است که او را به فحشا و روسپیگری خواهند کشاند. پس آن دو نفر را می‌کشد.

## بازیگران
- ایزابل آجانی
- الن سوشون
- سوزان فلون
- فرانسوا کلوزه
- میشل گالابرو
- ادیت اسکوب
- ژان گاون
- روژه کارل
- ایو آفونسو
- سِـسیل واسور
- ایولین دیدی